# Zr.Ms. De Zeven Provinciën (2002)
För andra skepp med namnet De Zeven Provinciën, se De Zeven Provincien (lista)

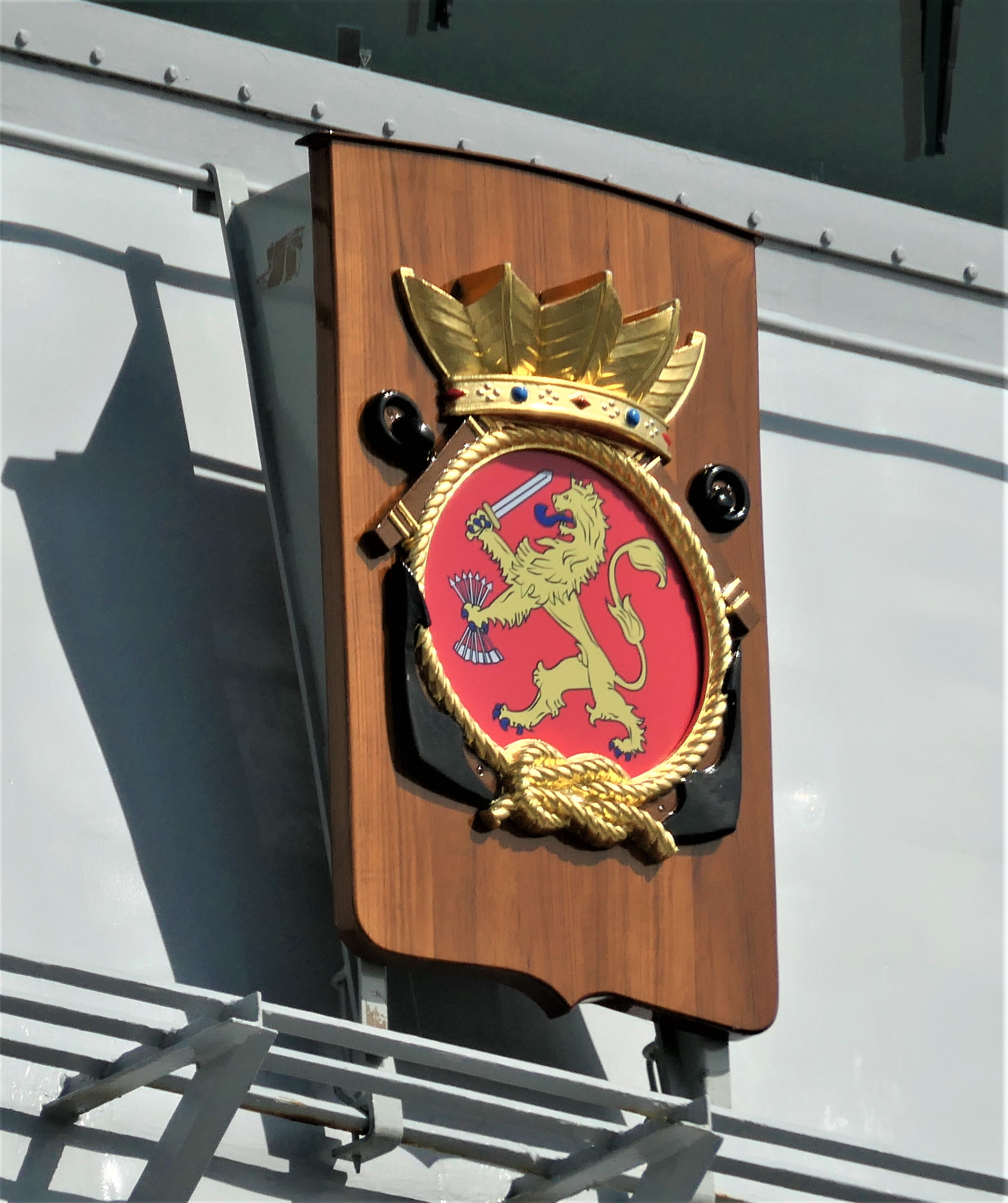
Republiken Förenade Nederländernas vapen på kommandobryggan till fregatten De Zeven Provinciën (F802). Vapnet används fortfarande av nederländska flottans fartyg, som bär på namnet De Zeven Provinciën.

Zr.Ms. De Zeven Provinciën är en luftförsvars- och kommandofregatt i den nederländska marinen med beteckningen F 802. Det är det första fartyget i fartygsklassen De Zeven Provinciën. Övriga tre  fartyg i samma klass är Tromp (F803), De Ruyter (F804) och Evertsen (F805).
De Zeven Provinciën har ett deplacement på 6 050 ton, en längd av 144 meter och en bredd på 18,8 meter. Fartyget har en besättning som uppgår till 227 man och det är beväpnat med en 127 mm Otobreda 127mm/54 Compact fartygskanon, två-fyra 12,7 mm tunga kulsprutor, fyra torpedtuber, luftförsvarsrobotar SAM-2, CIWS-närförsvarssystemet Thales Goalkeeper mot inkommande robotar samt åtta Boeing Harpoon sjömålsrobotar. Fartyget är utrustat med multifunktionsradarn Active Phased Array Radar, som utvecklats av Thales Nederland.
Zr.Ms. De Zeven Provinciën byggdes av Damen Schelde Naval Shipbuilding i Vlissingen i Nederländerna.

## Bildgalleri

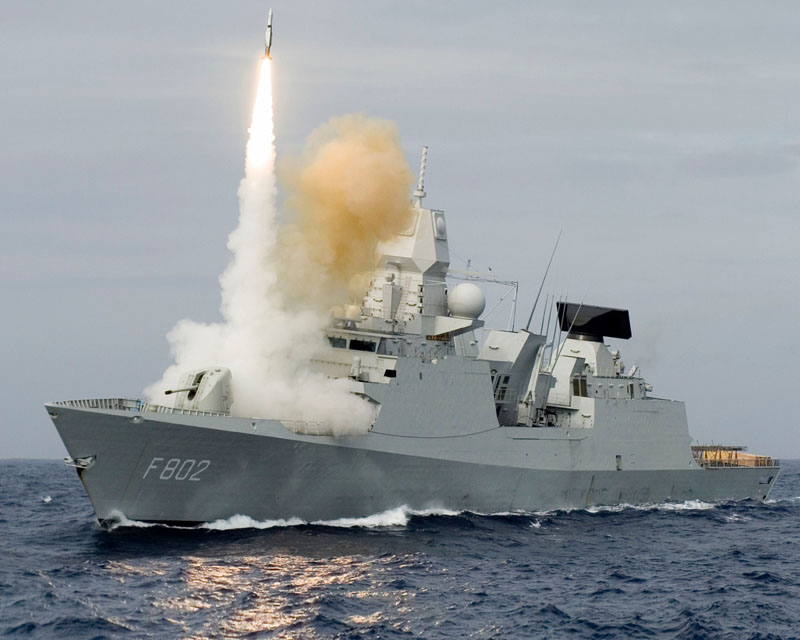
De Zeven Provinciën avfyrar en luftvärnsrobot av typ RIM-66 Standard Missile 2
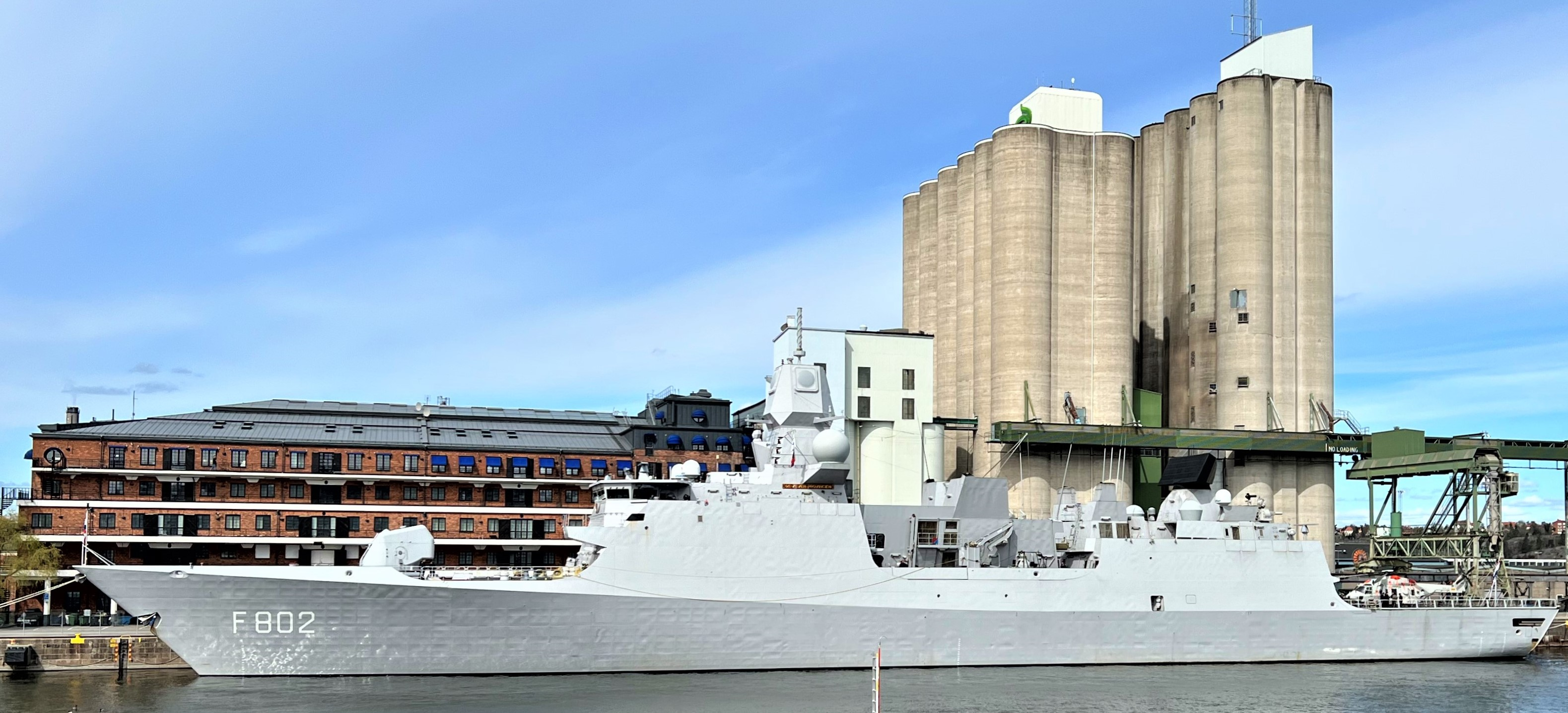
De Zeven Provinciën i Frihamnen i Stockholm, 2022.
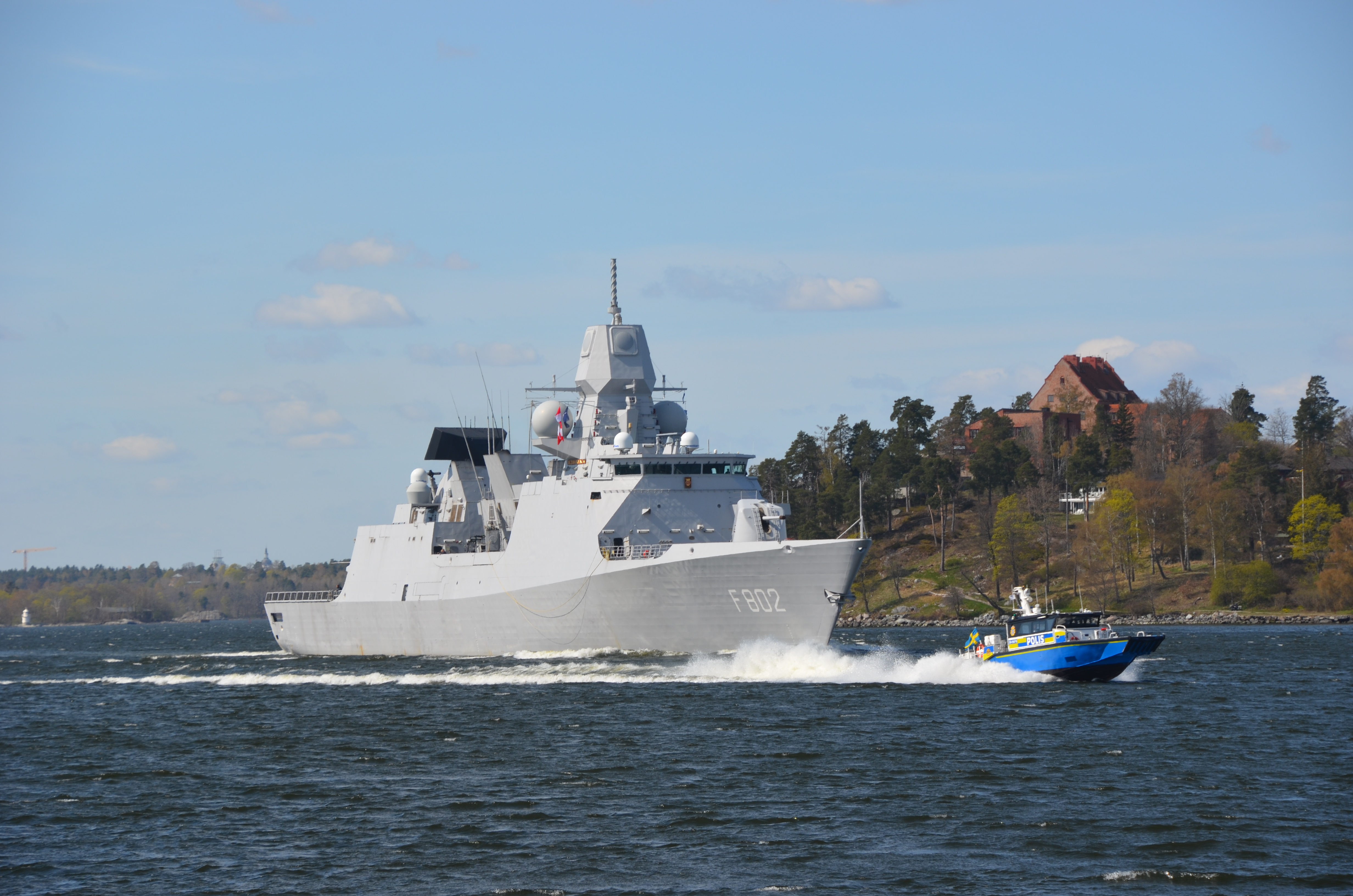
De Zeven Provinciën eskorteras av polisbåt 39-9970 utanför Lidingö, maj 2022
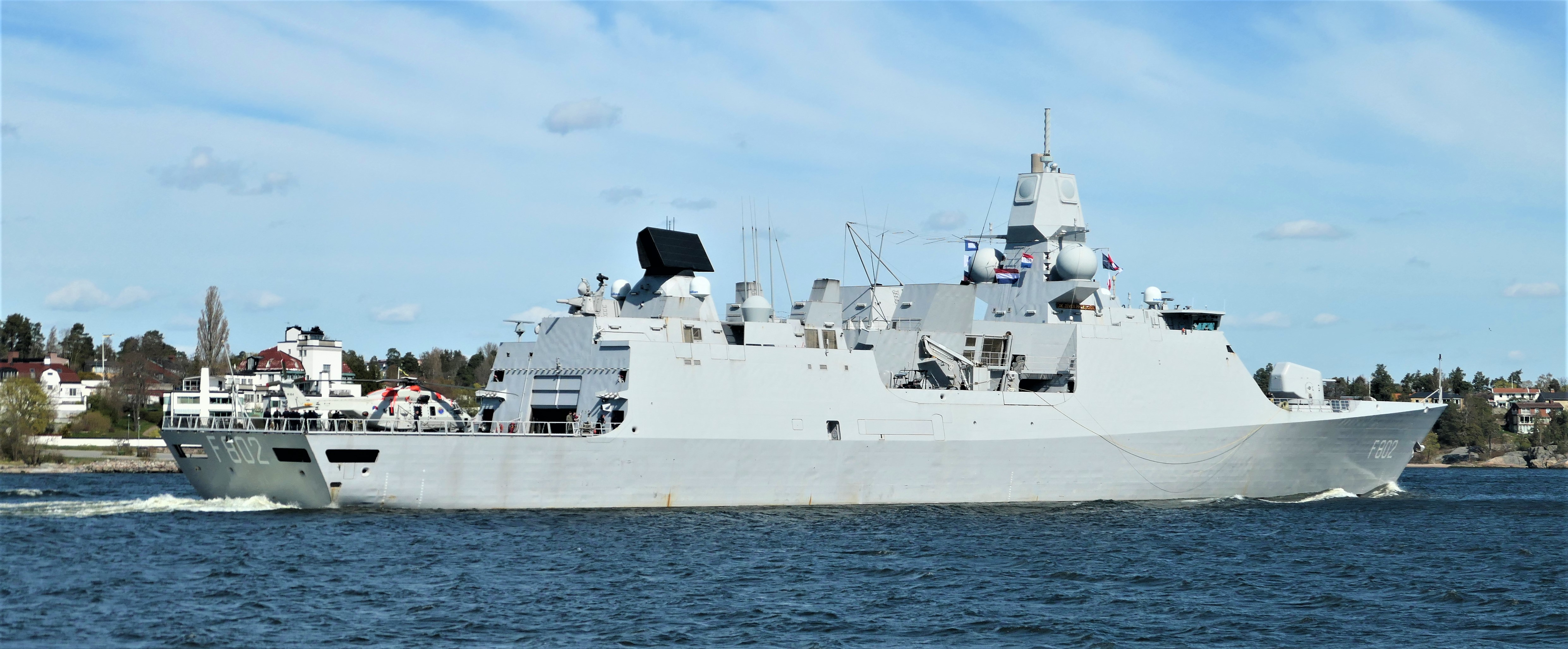
De Zeven Provinciën med helikopter av modell NHIndustries NH90 NFH på akterdäck, utanför sin hangar
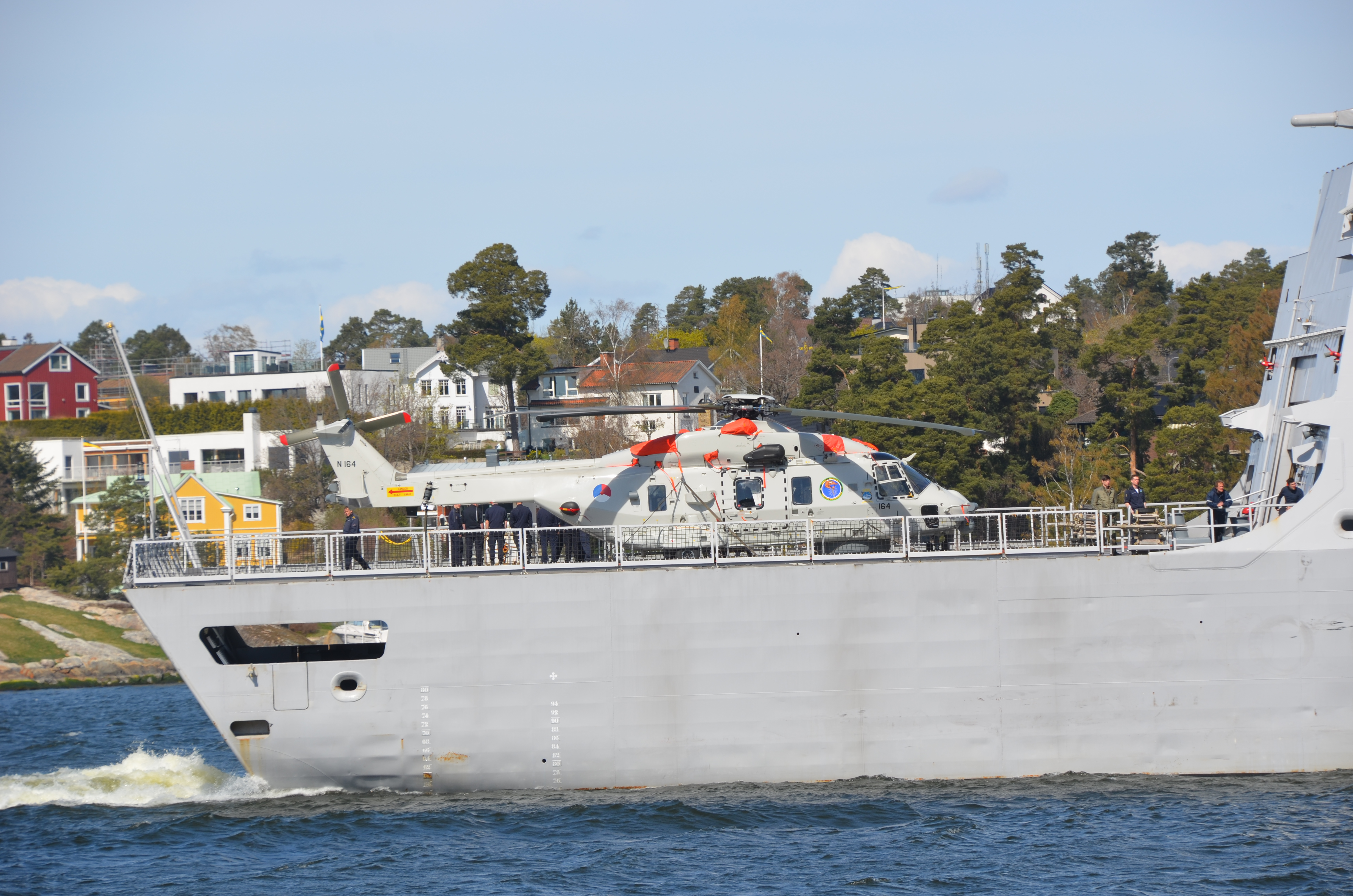
De Zeven Provinciëns helikopter av modell NHIndustries NH90 NFH
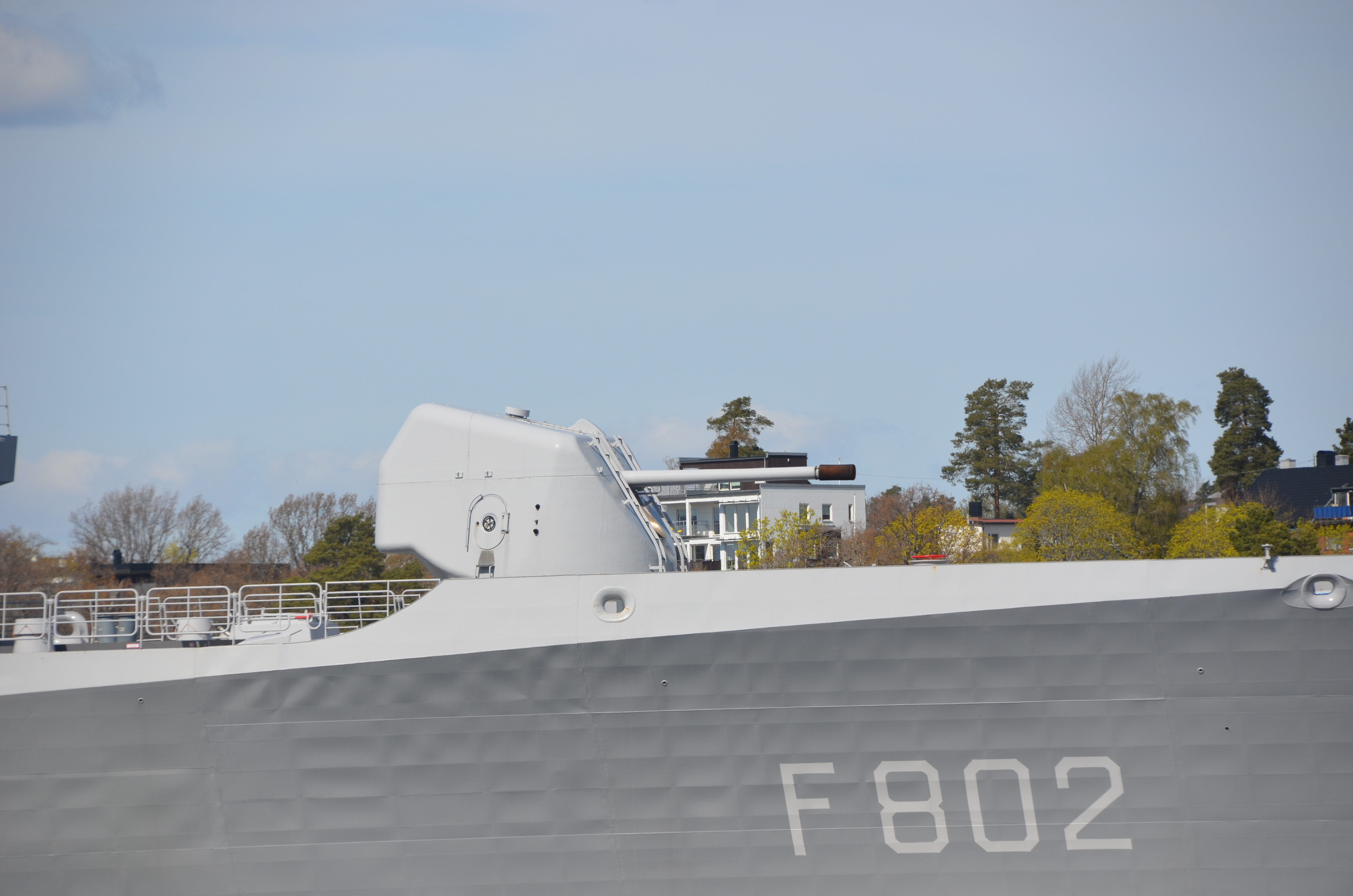
Otobreda 127mm/54 Compact fartygskanon på De Zeven Provinciën